# Apéliote
Dans la mythologie grecque, Apéliote (en grec ancien : Ἀπηλιώτης / Apēliṓtēs) est une divinité qui personnifie le vent du sud-est. 
L'équivalent romain d'Apéliote est Subsolanus,.

## Étymologie
Son nom signifie « du soleil (levant) ».

## Famille
Apéliote est le fils des titans Astréos et Éos (l'Aurore).
Un des vents directionnels, les Anémoi, il est le frère de Borée, Euros, Calcias, Notos, Lips, Zéphyr et Sciron. Hygin et Aratos lui donnent également Astrée pour sœur,. Il a aussi pour demi-frère l'étoile du matin, Éosphoros, et les étoiles en général.

## Fonctions
Apéliote est la personnification du vent du Sud-est. Il était considéré comme un porteur de pluie, bénéfique pour les cultures, et était donc particulièrement adoré par les agriculteurs.

## Représentations
Divinité liée à l'agriculture et à la pluie, Apéliote était représenté comme un jeune homme aux traits enfantins, aux cheveux bouclés flottants, vêtu de vert et portant des bottes, et tenant à la main des fruits, du blé et des fleurs.
Comme les autres divinités grecques des vents, Apéliote est représenté au sommet de la tour des Vents, horloge hydraulique et cadran solaire antique situés dans l'agora romaine d'Athènes.

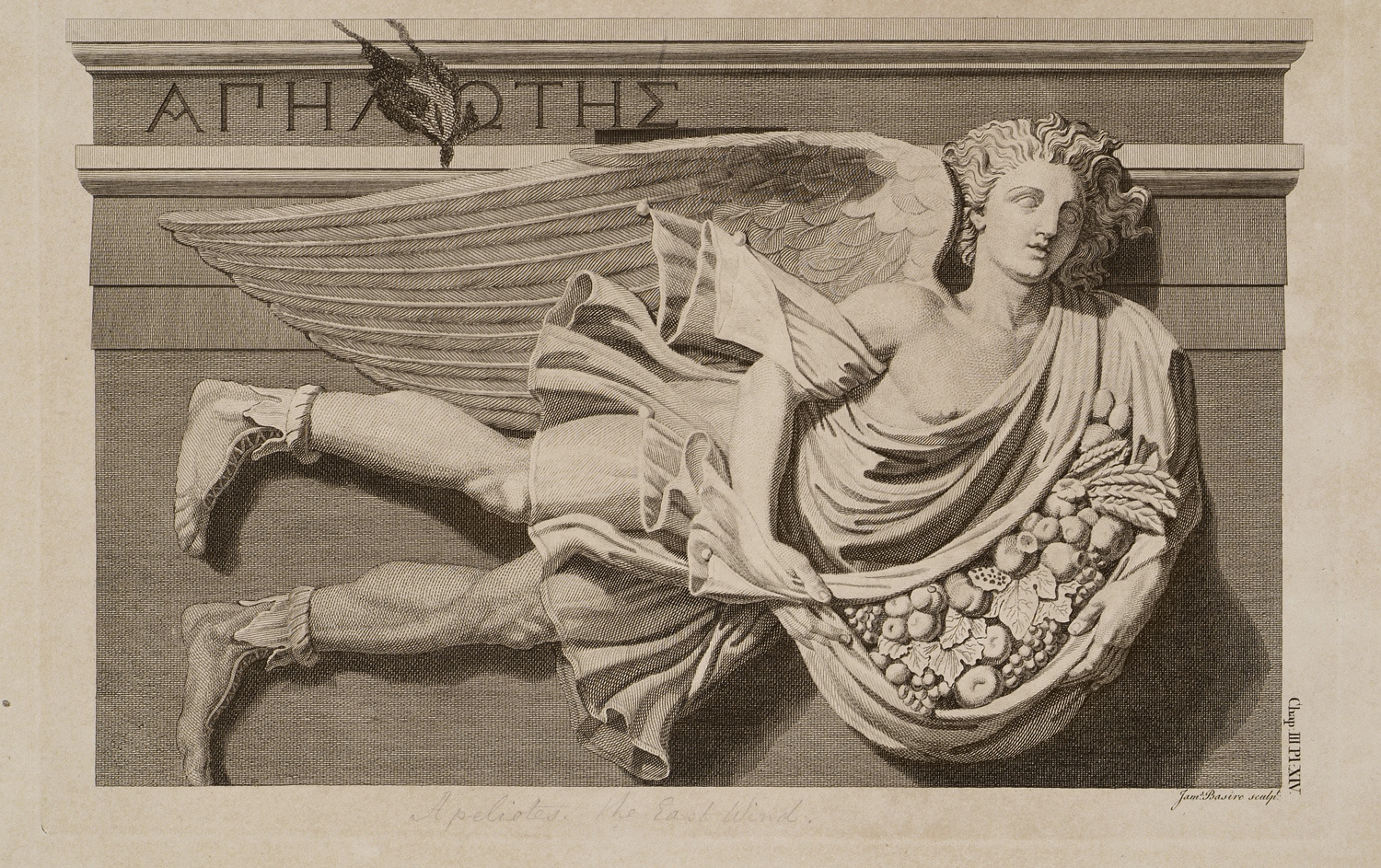
Gravure de la représentation d'Apéliote de la tour des Vents.